# Bazoilles-et-Ménil
Bazoilles-et-Ménil là một xã, nằm ở tỉnh Vosges trong vùng Grand Est của Pháp. Xã này có diện tích 5,77 km², dân số năm 1999 là 122 người. Xã này nằm ở khu vực có độ cao trung bình 295 m trên mực nước biển.
Dân địa phương tiếng Pháp gọi là Bazoillais.

## Biến động dân số
| 1962                                         | 1968 | 1975 | 1982 | 1990 | 1999 |
| -------------------------------------------- | ---- | ---- | ---- | ---- | ---- |
| 165                                          | 174  | 183  | 199  | 178  | 122  |
| Số liệu từ năm 1962: Dân số không tính trùng |      |      |      |      |      |